# Jed Rubenfeld
Jed Rubenfeld (Washington D. C., 1959) es un reconocido abogado y académico de la Facultad de Derecho de la Universidad de Yale. Es experto en Derecho Constitucional, Intimidad y la Primera Enmienda.
Está casado con la profesora Amy Chua, quien también imparte clases en la Escuela de Derecho Yale.

## Biografía
En 1980 se graduó summa cum laude en la Universidad de Princeton, y posteriormente en 1986 magna cum laude en la escuela de leyes de la Universidad de Harvard. También estudió teatro en la Julliard School entre 1980 y 1982.
Comenzó su carrera como actuario del juez Joseph Sneed T. en la Corte de Apelaciones de Estados Unidos entre 1986 y 1987, pero poco después se incorporaría como fiscal asociado de la prestigiosa firma Wachtell, Lipton, Rosen & Katz para posteriormente trabajar como ayudante del fiscal en el distrito sur de Nueva York.
En 1990 se unió a la Facultad de Derecho de la Universidad de Yale como profesor, para en 1994 recibir la cátedra. También ha dado clase como profesor visitante tanto en la Escuela de Leyes de Stanford como en la Facultad de Derecho de la Universidad de Duke.
Es un reconocido experto en leyes constitucionales y criminales, además de haber escrito varios ensayos. En septiembre de 2006 publica su primera obra de ficción, La interpretación del asesinato bajo la editorial Henry Holt & Co. Fue el libro más vendido en Reino Unido, alcanzando la cifra del millón de ejemplares vendidos en todo el mundo.

## Libros de Derecho
- Freedom and Time: A Theory of Constitutional Self-Government (2001)
- Revolution by Judiciary: The Structure of American Constitutional Law (2005)

## Libros (novelas)
- La interpretación del asesinato (The Interpretation of Murder, 2006)
- La pulsión de muerte (The Death Instinct, 2010)

- Datos: Q1344078